# Distrito de El Eslabón

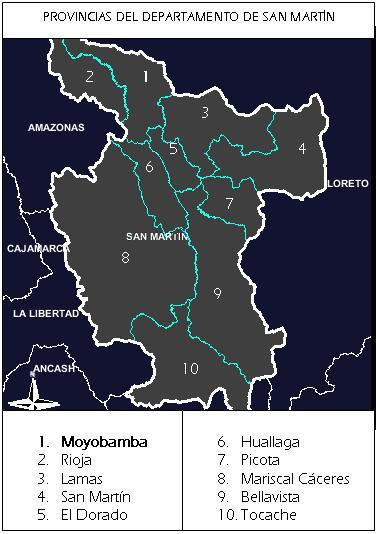
División política del Departamento de San Martín.

El Distrito de El Eslabón está ubicado en la Provincia del Huallaga, en el Departamento de San Martín, bajo la administración del Gobierno Regional de San Martín, (Perú). 

## Historia
El distrito logra independizarse de Sacanche el 10 de octubre de 1963, formándose asi como nuevo distrito.

## Geografía
Tiene una superficie de 122,77 km².  Su capital es el poblado de El Eslabón, una ciudad pintoresca que está a orillas del caudaloso río saposoa. (286 m s. n. m.).
- Lagos: shito, amasapa.
- Ríos: Rio Saposoa

## Sociedad

### Población
1 729 habitantes (? hombres, ? mujeres)

## Autoridades

### Educativas
- Lic. Ivonne Pérez Ramírez, Directora de la Institución Educativa Primaria N.º 0211 "Adela Vargas Burga"

### Municipales
- 2011-2014
  - Alcalde: Sergio Olortegui, Vamos Perú (APEP).[1]
  - Regidores: César Augusto Angulo Gonzales (APEP), Genaro Ramírez Ríos (APEP), Loisa Trinidad Saldaña de Pérez (APEP), Horacio Ramos Estela (APEP), Tito Luis Longa Flores (Nueva Amazonía)
- 2007-2010
  - Alcalde: Julián Ruiz Vásquez.

## Festividades
- Fiesta de San Juan.
- fiestas patronales San Felipe de Benicio 18 al 24 de agosto de todos los años.
- Aniversario del Distrito (10 de octubre)
- Patrón San Piñón(Señor de los milagros) 9, 10,11 y 12 de octubre.
- fiestas día de la Primavera